# ولادیمیر شکوریخین
ولادیمیر شکوریخین (روسی: Владимир Шкурихин؛ ۲۶ ژوئیهٔ ۱۹۵۸ – ۲۵ نوامبر ۲۰۱۷) بازیکن والیبال اهل اتحاد جماهیر شوروی سوسیالیستی بود.
از باشگاه‌هایی که در آن بازی کرده‌است می‌توان به باشگاه والیبال زسکا مسکو اشاره کرد.